# Peridroma decolor
Peridroma decolor är en fjärilsart som beskrevs av Hans Rebel 1916. Peridroma decolor ingår i släktet Peridroma och familjen nattflyn. Inga underarter finns listade i Catalogue of Life.